# Aggie Beever-Jones
Aggie Beever-Jones, własc. Agnes Elizabeth Beever-Jones (ur. 27 lipca 2003 w Carshalton) – angielska piłkarka, występująca na pozycji napastniczki w angielskim klubie Chelsea F.C. oraz w reprezentacji Anglii. Uczestniczka Mistrzostw Europy 2025.

## Statystyki

### Klubowe
Na podstawie:
| Klub                | Sezonów | Liga                    | Liga  | Liga   | Puchar krajowy | Puchar krajowy | Kontynentalne | Kontynentalne | Suma  | Suma   |
| Klub                | Sezonów | Liga                    | Mecze | Bramki | Mecze          | Bramki         | Mecze         | Bramki        | Mecze | Bramki |
| ------------------- | ------- | ----------------------- | ----- | ------ | -------------- | -------------- | ------------- | ------------- | ----- | ------ |
| Chelsea F.C.        | 3       | FA Women's Super League | 41    | 20     | 15             | 4              | 16            | 1             | 72    | 25     |
| Bristol City W.F.C. | 1       | FA Women's Super League | 22    | 5      | 5              | 2              | –             | –             | 27    | 7      |
| Everton F.C.        | 1       | FA Women's Super League | 16    | 2      | 5              | 1              | –             | –             | 21    | 3      |
|                     | Łącznie | Łącznie                 | 79    | 27     | 25             | 7              | 16            | 1             | 120   | 35     |

### Reprezentacyjne
Na podstawie:
| Gole w reprezentacji | Gole w reprezentacji | Gole w reprezentacji | Gole w reprezentacji | Gole w reprezentacji | Gole w reprezentacji | Gole w reprezentacji | Gole w reprezentacji    |
| Lp.                  | Data                 | Miasto               | Przeciwnik           | Wynik                | Gole                 | Inne                 | Rozgrywki               |
| -------------------- | -------------------- | -------------------- | -------------------- | -------------------- | -------------------- | -------------------- | ----------------------- |
| 1.                   | 29.06.2025           | Leicester            | Jamajka              | 7:0 (3:0)            | 85'                  |                      | mecz towarzyski         |
| 2.                   | 04.04.2025           | Bristol              | Belgia               | 5:0 (2:0)            | 67'                  |                      | Liga Narodów UEFA       |
| 3.                   | 30.05.2025           | Londyn               | Portugalia           | 6:0 (4:0)            | 3'                   |                      | Liga Narodów UEFA       |
| 4.                   | 30.05.2025           | Londyn               | Portugalia           | 6:0 (4:0)            | 26'                  |                      | Liga Narodów UEFA       |
| 5.                   | 30.05.2025           | Londyn               | Portugalia           | 6:0 (4:0)            | 33'                  |                      | Liga Narodów UEFA       |
| 6.                   | 13.07.2025           | St. Gallen           | Walia                | 6:1 (4:0)            | 89'                  | asysta               | Mistrzostwa Europy 2025 |

## Sukcesy
Na podstawie:

### Klubowe
- Mistrzyni Anglii 2020/21, 2023/24, 2024/25
- Puchar Anglii 2024/25

### Reprezentacyjne
- Mistrzyni Europy 2025